# Parco Treves de' Bonfili
Il parco Treves de' Bonfili è un grande parco di Padova, progettato in stile romantico all'inglese dall'architetto Giuseppe Jappelli, su commissione dei fratelli Isacco e Jacopo Treves de' Bonfili, realizzato fra il 1829 ed il 1835. L'ingresso è da via Bartolomeo d'Alviano, di fianco a Porta Pontecorvo, o Porta Liviana. È inserito in un'ampia fascia di verde lungo il sistema fortificato cinquecentesco della città e primo parco ad essere progettato per Padova. In origine era un orto botanico privato, uno dei primissimi in Italia. Nella sua concezione originaria, il giardino ad uso di orto botanico si distingueva per varietà e rarità delle specie botaniche: un angolo di paradiso nel cuore della città, in singolare comunicazione con il più antico Orto pubblico.

## Storia
I giardini furono costruiti sfruttando gli spazi tra l'Ospedale vecchio e le mura cinquecentesche ed esprimono una totale adesione al naturalismo romantico dei giardini inglesi, con vialetti, ponticelli, edifici che un tempo godevano delle pittoresche vedute delle cupole della Basilica di sant' Antonio, nel segno di quelle "irregolarità", intese come l'intrecciarsi di caratteristiche apparentemente casuale ma in verità studiato al dettaglio, di viali e sentieri, il susseguirsi di salite e discese, il profilarsi improvviso di vedute inaspettate. Nel 1942-43 gli eventi bellici hanno provocato la demolizione di buona parte dei manufatti ornamentali e l'abbattimento degli alberi; dopo la seconda guerra mondiale cumuli di detriti vennero collocati nell'area del maneggio, rialzandolo di circa due metri; vi furono crolli nelle grotte, abbattimento degli alberi per scaldarsi e tutto questo causò uno sconvolgimento nell'assetto originario del progetto jappelliano. Il parco è stato, in quel periodo, pressoché abbandonato ma nel 1954 è stato preso in consegna dal Comune di Padova che, dopo un'essenziale sistemazione, lo ha aperto al pubblico.
Il restauro condotto tra il 1996 ed il 2002, a cura dell'arch. Paola Bussadori coadiuvata dall'Ing. Giuseppe Ghirlanda, ha comportato, grazie all'ausilio di pregevoli testi manualistici botanici ottocenteschi, l'inserimento di nuovi alberi, pregevoli per varietà e colore del fogliame, come la Sterculia firmiana, molto diffusa nei giardini padovani ottocenteschi, la creazione di zone di interesse storico-botanico (come la collezione di rose antiche e moderne, di ortensie, di rododendri, azalee, peonie e narcisi) e ha inoltre messo in luce la pavimentazione in coccio-pesto dell'ex serra delle palme, l'alveo della "cavallerizza", la tribunetta,  l'imbarcadero sul canale, la scaletta della "lavandaia" ed altri importanti reperti dei manufatti jappelliani demoliti nel periodo bellico e postbellico.

## Descrizione
Nel 1834 Tullio Dandolo ne dava questa descrizione: "Su una piccola collinetta, sotto sui stava la ghiacciaia collegata alle cantine del palazzo, si elevava il Tempio greco, tuttora esistente, a base circolare con cupola in bronzo sormontata da un gruppo scultoreo di Luigi Zandomeneghi; un cippo con due cariatidi nascondeva una pompa idrovora che serviva per l'irrigazione del giardino. A sinistra del tempietto si trovava una serra in vetro e ferro, a sud stava uno spiazzo per il maneggio con una gradinata in pietra di Vicenza. Al di qua del canale Alicorno, che attraversava il giardino, sorgeva la Grotta dell' Alchimista, con imitazioni di fossili e scheletri di animali, mentre la Casa del Giardiniere aveva l'aspetto di una tomba diroccata dei Templari. Una Pagoda portava all'Uccelliera cinese e poco lontano sorgeva un pastoral casolare ed un romano monumento". Ai giorni nostri sopravvive il Tempietto, la ghiacciaia, il cippo con le cariatidi e la casa del giardiniere, non più accessibile dal Parco. Il ponticello in ferro che unisce le due rive è stato ricostruito. Con il restauro è stato ricavato uno spazio di accoglienza, all'ingresso del parco, sotto al prato, all'interno del quale è esposta una galleria di fotografie, vecchie stampe dedicate al Parco Treves ed alla sua storia.